# Ville de Campbelltown (Australie-Méridionale)
Pour les articles homonymes, voir Ville de Campbelltown (Nouvelle-Galles du Sud).
La Ville de Campbelltown (City of Campbelltown) est une zone d'administration locale au sud-est du centre ville d'Adélaïde en Australie-Méridionale en Australie.

## Quartiers
- Athelstone
- Campbelltown
- Hectorville
- Magill
- Newton
- Paradise
- Rostrevor
- Tranmere